# Hypostomus hermanni
Hypostomus hermanni är en fiskart som först beskrevs av Ihering, 1905.  Hypostomus hermanni ingår i släktet Hypostomus och familjen Loricariidae. Inga underarter finns listade i Catalogue of Life.